# Libnotes zelota
Libnotes zelota là một loài ruồi trong họ Limoniidae. Chúng phân bố ở miền Australasia.